# White City Stadium
White City Stadium var en idrottsarena belägen i Shepherd's Bush, London i England i Storbritannien. Arenan byggdes till olympiska sommarspelen 1908. På arenan arrangerades avslutningen av det första moderna maratonloppet.
1934 hölls de andra Samväldesspelen och den 4:e damolympiaden här. Från och med 1927 var White City Stadium plats för hundkapplöpning, och man arrangerades English Greyound Derby fram till sin stängning. Arenan revs 1985, och på dess plats finns numera White City Place.

## Historia

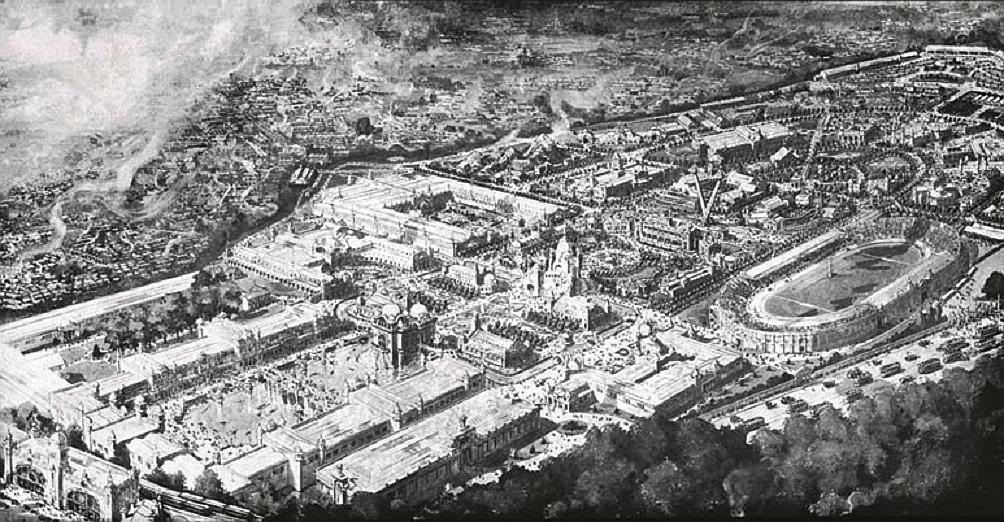
Den fransk-brittiska utställningspaviljongen på flygbild från 1908. White City Stadium ligger till höger på bilden.

### Bakgrund
Arenan konstruerades inför olympiska sommarspelen 1908, nästgårds till den fransk-brittiska utställningspaviljongen under den samtidigt pågående utställningen. Under spelen användes arenan under hela det halvår (april till oktober) som spelen pågick, och det var långt ifrån alla gånger som läktarna var fyllda under tävlingarna.
5 000 ton stål användes i bygget på den 350 gånger 225 meter stora arenaytan. Läktarna var gjorda för totalt 150 000 åskådare, varav 68 000 sittande och av dessa 17 000 under tak. Totalkostnaden för bygget var dåtida 80 000 brittiska pund. Senare byggdes läktartak runt hela arenan, för att kunna skydda fler åskådare mot de brittiska regnen.
White City Stadium, som vid bygget 1908 stod som den största arenan som någonsin byggts, var konstruerad för en mängd olika idrotter. Den majestätiska arenan omgavs av en cykelbana, 660 yards lång. Där innanför fanns löparbanan på 536 meter (1/3 engelsk mile) i omkrets. På innerplan fanns en simbassäng på 100 x 15 m, med ett hopptorn vid ena sidan som kunde sänkas för att inte skymma sikten för åskådarna. Under OS-tävlingarna bidrog det myckna regnvädret till att omgivningarna tidvis förvandlades till en hälsovådlig lervälling.
Dessutom anlades en bana för hundkapplöpning. Denna sport var från 1927 en av arenans huvudverksamheter.

### Övrig användning, senare historia
Bland andra sporter som tävlats i på arenan fanns speedway (1928), boxning (1932, då Larry Gains besegrade Primo Carnera), hästhoppning (inklusive den första International Horse-tävlingen 1947) och bilrace. 1934 hölls de andra Samväldesspelen och den 4:e damolympiaden här. 1953 spelades där en "All-American Baseball"-match. Man arrangerade även konserter där, och 1966 spelades en match (gruppmatchen mellan Uruguay och Frankrike) i det årets VM-slutspel i fotboll på arenan.
1985 köptes arenan och fastigheten av BBC, som lät riva anläggningen för att istället göra plats för sitt nya huvudkontor för radioverksamheten (White City Place). Det står på området än idag.